# Kāmrānīyeh
Kāmrānīyeh (persiska: کامرانیه) är en ort i Iran.   Den ligger i provinsen Sydkhorasan, i den nordöstra delen av landet, 500 km öster om huvudstaden Teheran. Kāmrānīyeh ligger 789 meter över havet och antalet invånare är 148.
Terrängen runt Kāmrānīyeh är platt. Trakten runt Kāmrānīyeh är nära nog obefolkad, med mindre än två invånare per kvadratkilometer. Närmaste större samhälle är Nejātābād, 5,4 km nordväst om Kāmrānīyeh. Trakten runt Kāmrānīyeh är ofruktbar med lite eller ingen växtlighet.